# Mossabäcksflån
Mossabäcksflån är en sjö i Leksands kommun och Vansbro kommun i Dalarna och ingår i Dalälvens huvudavrinningsområde. Sjön har en area på 0,126 kvadratkilometer och ligger 293,1 meter över havet. Sjön avvattnas av vattendraget Mossabäcken.

## Delavrinningsområde
Mossabäcksflån ingår i det delavrinningsområde (673012-142043) som SMHI kallar för Mynnar i Stor-Flaten. Medelhöjden är 344 meter över havet och ytan är 2,26 kvadratkilometer. Det finns ett avrinningsområde uppströms, och räknas det in blir den ackumulerade arean 20,66 kvadratkilometer. Mossabäcken som avvattnar avrinningsområdet har biflödesordning 4, vilket innebär att vattnet flödar genom totalt 4 vattendrag innan det når havet efter 324 kilometer. Avrinningsområdet består mestadels av skog (80 procent) och sankmarker (12 procent). Avrinningsområdet har 0,12 kvadratkilometer vattenytor vilket ger det en sjöprocent på 5,3 procent.